# Draft da NBA de 2024
O Draft da NBA de 2024 é a 78ª edição do draft anual da National Basketball Association. Ao contrário dos anos recentes, o draft de 2024 acontecerá em duas noites. Este é o primeiro draft da NBA a ser realizado em várias noites desde que o draft foi reduzido para duas rodadas, com os draft anteriores consistindo em apenas três ou até sete rodadas antes da estreia do formato atual em 1989.
A primeira rodada do draft ocorreu em 26 de junho de 2024 no Barclays Center em Brooklyn, Nova York, enquanto a segunda rodada acontecerá em 27 de junho no Seaport District Studios da ESPN em Manhattan. O tempo entre as escolhas do segundo turno também está aumentando de dois para quatro minutos. Pelo terceiro ano consecutivo, o draft consiste em 58 escolhas em vez das 60 típicas, desta vez devido à perda de uma escolha de segunda rodada tanto para o Philadelphia 76ers quanto para o Phoenix Suns por violarem as regras de adulteração da NBA durante a free agency.
A primeira escolha geral pertencia ao Atlanta Hawks, que eles usaram para selecionar o ala francês Zaccharie Risacher, tornando-o o segundo jogador francês consecutivo a ser escolhido com a escolha número um, depois que o San Antonio Spurs escolheu Victor Wembanyama na edição do ano anterior. A França se tornou o primeiro país estrangeiro a ter pelo menos três jogadores nativos escolhidos entre os 10 primeiros lugares de qualquer draft da NBA, graças às seleções de Risacher, Alexandre Sarr (escolhido pelo Washington Wizards com a segunda escolha) e Tidjane Salaün (escolhido pelo Charlotte Hornets na sexta posição).

## Combine do Draft

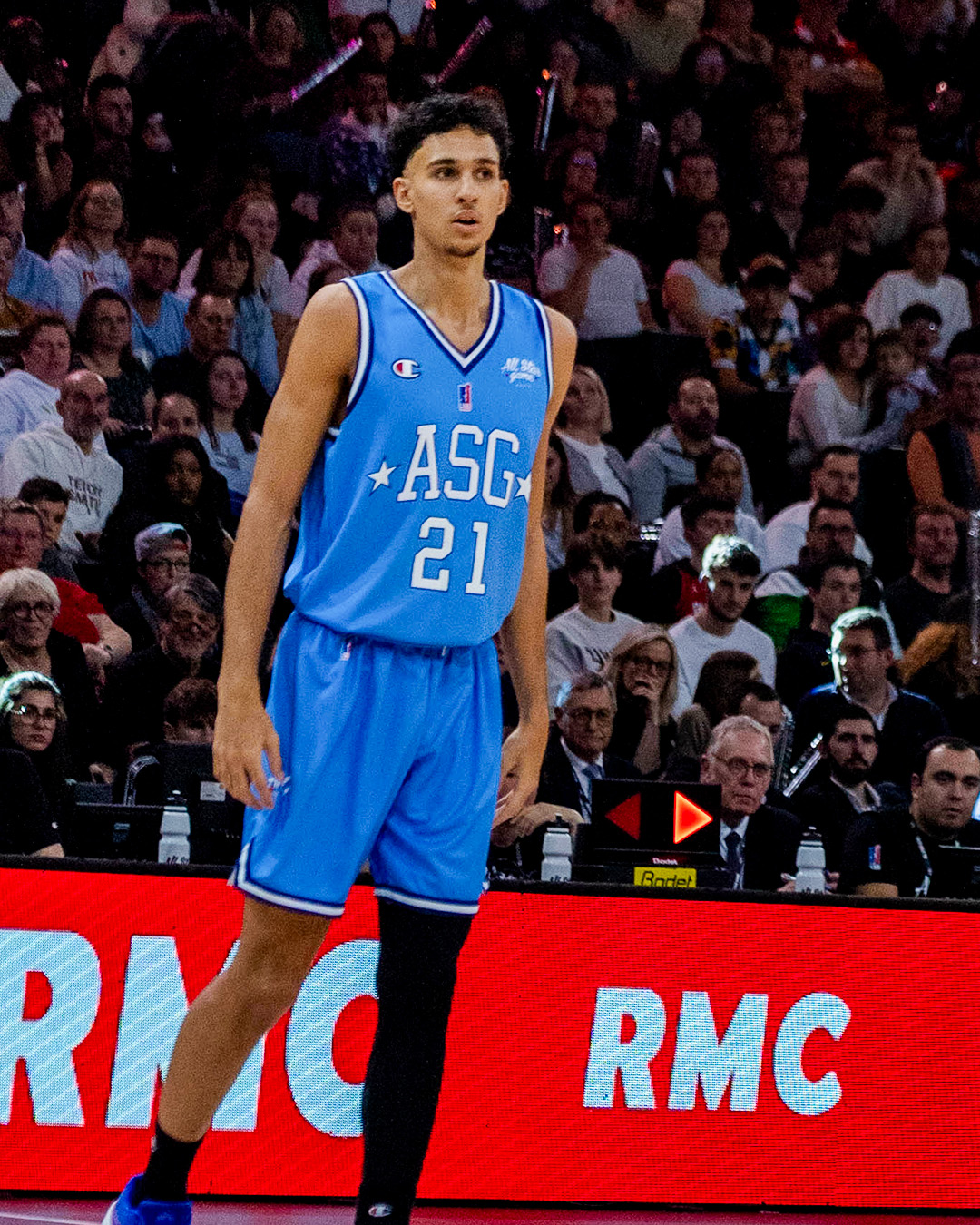
Zaccharie Risacher, 1ª escolha, feita pelo Atlanta Hawks.

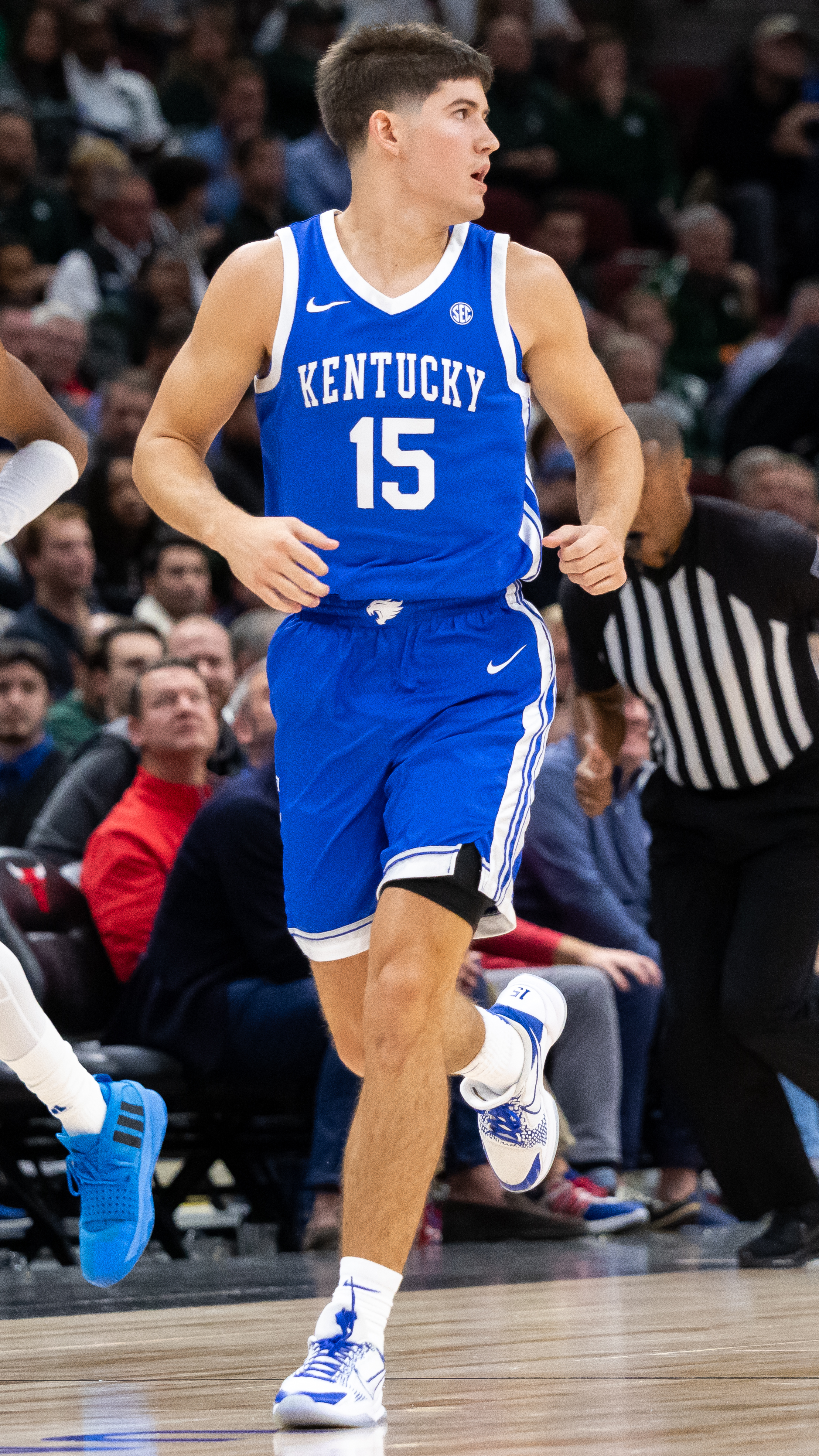
Reed Sheppard, 3ª escolha, feita pelo Houston Rockets.

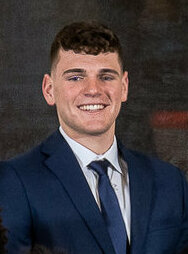
Donovan Clingan, 7ª escolha, selecionado pelo Portland Trail Blazers.

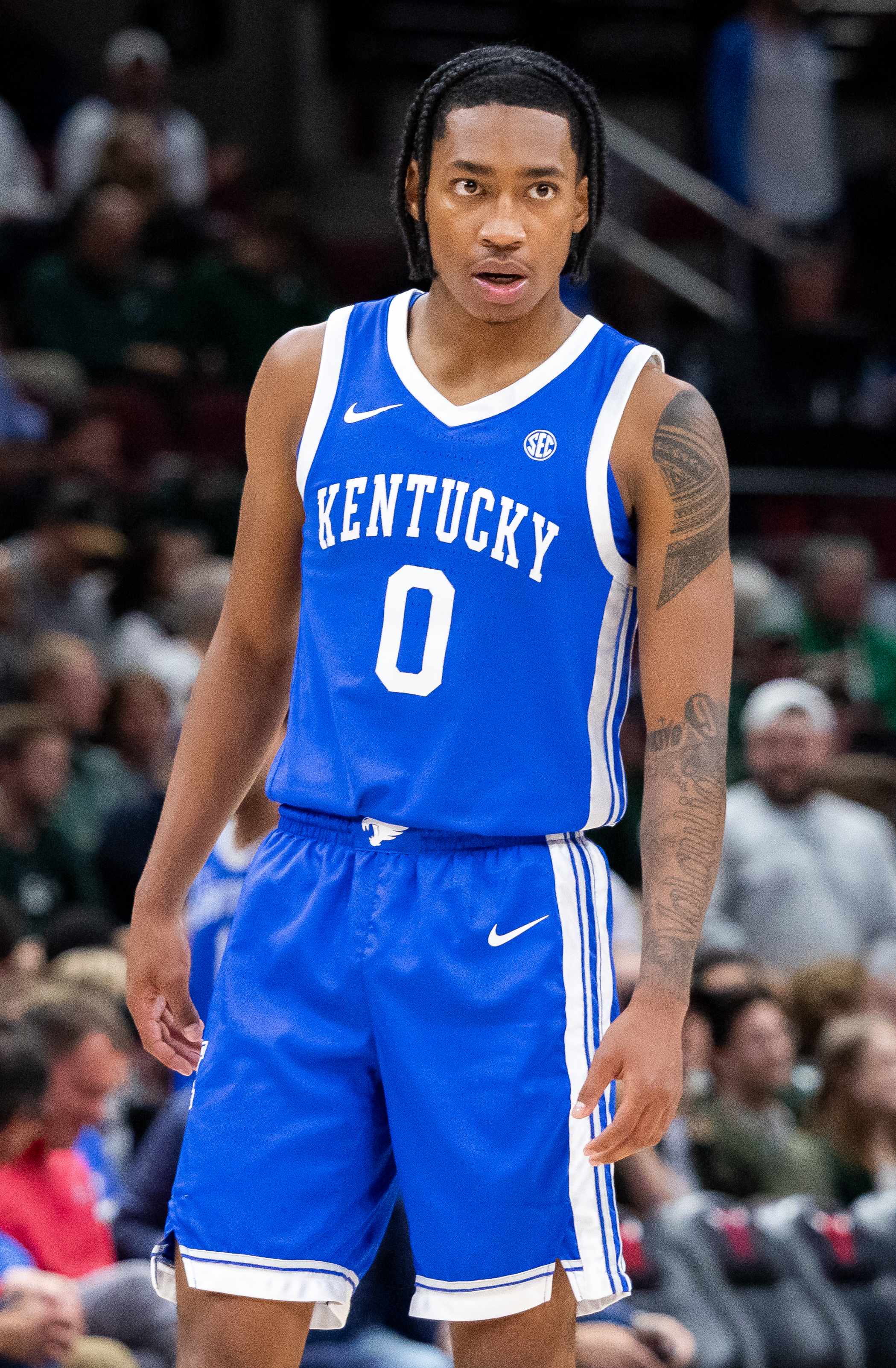
Rob Dillingham, 8ª escolha, feita pelo San Antonio Spurs, trocado para o Minnesota Timberwolves.

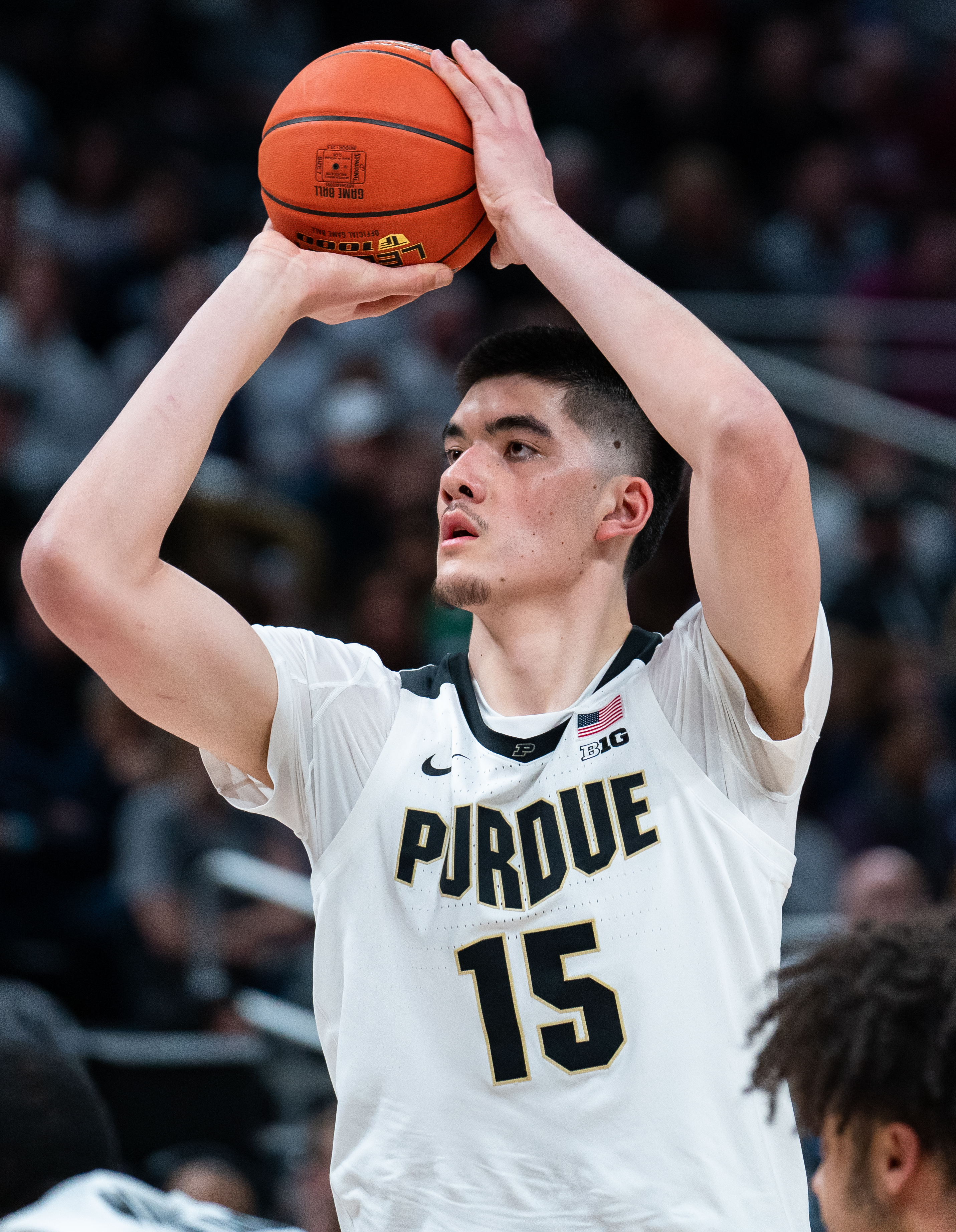
Zach Edey, 9ª escolha, feita pelo Memphis Grizzlies.

|  | Jogadores que foram selecionados para o Primeiro Time do NBA All-Rookie Team de 2025 |
|  | Jogadores que foram selecionados para o Segundo Time do NBA All-Rookie Team de 2025  |
|  | Eleito o NBA Rookie of the Year                                                      |

| PG | Armador     |
| SG | Ala-armador |
| SF | Ala         |
| PF | Ala-pivô    |
| C  | Pivô        |

### Primeira rodada
| Escolha | Nome                 | Posição | Nacionalidade             | Time                                             | Universidade/Time |
| ------- | -------------------- | ------- | ------------------------- | ------------------------------------------------ | ----------------- |
| 1       | Zaccharie Risacher   | SF      | França                    | Atlanta Hawks                                    | JL Bourg          |
| 2       | Alex Sarr            | C       | França                    | Washington Wizards                               | Perth Wildcats    |
| 3       | Reed Sheppard        | SG      | Estados Unidos            | Houston Rockets                                  | Kentucky          |
| 4       | Stephon Castle       | SG      | Estados Unidos            | San Antonio Spurs                                | UConn             |
| 5       | Ron Holland          | SF      | Estados Unidos            | Detroit Pistons                                  | G League Ignite   |
| 6       | Tidjane Salaün       | SF      | França                    | Charlotte Hornets                                | Cholet Basket     |
| 7       | Donovan Clingan      | C       | Estados Unidos            | Portland Trail Blazers                           | UConn             |
| 8       | Rob Dillingham       | PG/SG   | Estados Unidos            | San Antonio Spurs (trocado para Minnesota)       | Kentucky          |
| 9       | Zach Edey            | C       | Canadá                    | Memphis Grizzlies                                | Purdue            |
| 10      | Cody Williams        | SG/SF   | Estados Unidos            | Utah Jazz                                        | Colorado          |
| 11      | Matas Buzelis        | SF/PF   | Estados Unidos · Lituânia | Chicago Bulls                                    | G League Ignite   |
| 12      | Nikola Topić         | PG      | Sérvia                    | Oklahoma City Thunder                            | Estrela Vermelha  |
| 13      | Devin Carter         | SG      | Estados Unidos            | Sacramento Kings                                 | Providence        |
| 14      | Bub Carrington       | SG      | Estados Unidos            | Portland Trail Blazers (trocado para Washington) | Pittsburgh        |
| 15      | Kel'el Ware          | C       | Estados Unidos            | Miami Heat                                       | Indiana           |
| 16      | Jared McCain         | PG      | Estados Unidos            | Philadelphia 76ers                               | Duke              |
| 17      | Dalton Knecht        | SF      | Estados Unidos            | Los Angeles Lakers                               | Tennessee         |
| 18      | Tristan da Silva     | PF      | Alemanha · Brasil         | Orlando Magic                                    | Colorado          |
| 19      | Ja'Kobe Walter       | SG      | Estados Unidos            | Toronto Raptors (trocado para Indiana)           | Baylor            |
| 20      | Jaylon Tyson         | SF      | Estados Unidos            | Cleveland Cavaliers                              | Califórnia        |
| 21      | Yves Missi           | C       | Camarões                  | New Orleans Pelicans                             | Baylor            |
| 22      | DaRon Holmes II      | PF      | Estados Unidos            | Phoenix Suns (trocado para Denver)               | Dayton            |
| 23      | A. J. Johnson        | SG      | Estados Unidos            | Milwaukee Bucks                                  | Illawarra Hawks   |
| 24      | Kyshawn George       | SG      | Suíça · Canadá            | New York Knicks (trocado para Washington)        | Miami             |
| 25      | Pacôme Dadiet        | SF      | França                    | New York Knicks                                  | Ratiopharm Ulm    |
| 26      | Dillon Jones         | SF      | Estados Unidos            | Washington Wizards (trocado para OKC)            | Weber State       |
| 27      | Terrence Shannon Jr. | SG      | Estados Unidos            | Minnesota Timberwolves                           | Illinois          |
| 28      | Ryan Dunn            | SF      | Estados Unidos            | Denver Nuggets (trocado para Phoenix)            | Virgínia          |
| 29      | Isaiah Collier       | PG      | Estados Unidos            | Utah Jazz                                        | USC               |
| 30      | Baylor Scheierman    | SG/SF   | Estados Unidos            | Boston Celtics                                   | Creighton         |

### Segunda rodada
| Escolha | Nome               | Posição | Nacionalidade     | Time                                           | Universidade/Time      |
| ------- | ------------------ | ------- | ----------------- | ---------------------------------------------- | ---------------------- |
| 31      | Jonathan Mogbo     | PF      | Estados Unidos    | Toronto Raptors                                | São Francisco          |
| 32      | Kyle Filipowski    | PF/C    | Estados Unidos    | Utah Jazz                                      | Duke                   |
| 33      | Tyler Smith        | SF/PF   | Estados Unidos    | Milwaukee Bucks                                | G League Ignite        |
| 34      | Tyler Kolek        | PG      | Estados Unidos    | Portland Trail Blazers (trocado para New York) | Marquette              |
| 35      | Johnny Furphy      | SG/SF   | Austrália         | San Antonio Spurs (trocado para Indiana)       | Kansas                 |
| 36      | Juan Núñez         | PG      | Espanha           | Indiana Pacers (trocado para San Antonio)      | Ratiopharm Ulm         |
| 37      | Bobi Klintman      | SF/PF   | Suécia            | Minnesota Timberwolves (trocado para Detroit)  | Cairns Taipans         |
| 38      | Ajay Mitchell      | PG/SG   | Bélgica           | Oklahoma City Thunder                          | UC Santa Bárbara       |
| 39      | Jaylen Wells       | SF      | Estados Unidos    | Memphis Grizzlies                              | Washington State       |
| 40      | Oso Ighodaro       | PF/C    | Estados Unidos    | Portland Trail Blazers (trocado para Phoenix)  | Marquette              |
| 41      | Adem Bona          | PF/C    | Nigéria · Turquia | Philadelphia 76ers                             | UCLA                   |
| 42      | K. J. Simpson      | PG      | Estados Unidos    | Charlotte Hornets                              | Colorado               |
| 43      | Nikola Ðurišić     | SG/SF   | Sérvia            | Miami Heat (trocado para Atlanta)              | KK Mega Basket         |
| 44      | Pelle Larsson      | SG/SF   | Suécia            | Houston Rockets (trocado para Miami)           | Arizona                |
| 45      | Jamal Shead        | PG      | Estados Unidos    | Sacramento Kings (trocado para Toronto)        | Houston                |
| 46      | Cam Christie       | SG      | Estados Unidos    | Los Angeles Clippers                           | Minnesota              |
| 47      | Antonio Reeves     | SG/SF   | Estados Unidos    | Orlando Magic                                  | Kentucky               |
| 48      | Harrison Ingram    | SF/PF   | Estados Unidos    | San Antonio Spurs                              | North Carolina         |
| 49      | Tristen Newton     | PG/SG   | Estados Unidos    | Indiana Pacers                                 | UConn                  |
| 50      | Enrique Freeman    | SF/PF   | Estados Unidos    | Indiana Pacers                                 | Akron                  |
| 51      | Melvin Ajinça      | SF      | França            | Washington Wizards (trocado para Dallas)       | Saint-Quentin BB       |
| 52      | Quinten Post       | C       | Países Baixos     | Golden State Warriors                          | Boston College         |
| 53      | Cam Spencer        | SG      | Estados Unidos    | Detroit Pistons                                | UConn                  |
| 54      | Anton Watson       | PF      | Estados Unidos    | Boston Celtics                                 | Gonzaga                |
| 55      | Bronny James       | SG      | Estados Unidos    | Los Angeles Lakers                             | USC                    |
| 56      | Kevin McCullar Jr. | SG      | Estados Unidos    | Denver Nuggets (trocado para Phoenix)          | Kansas                 |
| 57      | Ulrich Chomche     | PF/C    | Camarões          | Memphis Grizzlies (trocado para Toronto)       | APR BBC                |
| 58      | Ariel Hukporti     | C       | Alemanha · Togo   | Dallas Mavericks (trocado para New York)       | MHP Riesen Ludwigsburg |